# Monetazione dei Severi

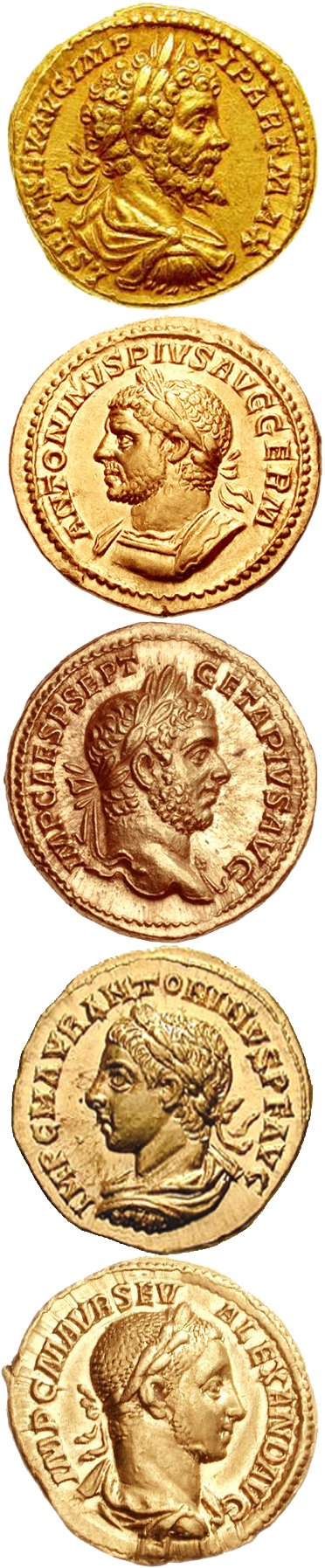
Aurei della dinastia dei Severi: in alto Settimio Severo, sotto Caracalla, Geta, Elagabalo e Alessandro Severo.

Per monetazione dei Severi si intende l'insieme delle monete emesse da Roma durante il principato dei cinque Imperatori della dinastia dei Severi (oltre a Macrino), succeduti a Pertinace, al termine della guerra civile: Settimio Severo, Caracalla, Geta, Elagabalo e Alessandro Severo, oltre ad alcuni pretendenti alla porpora imperiale, come Didio Giuliano, Pescennio Nigro, Clodio Albino e Macrino, in un periodo complessivo che va dal 193 al 235).

## Contesto storico
Con la morte di Commodo (31 dicembre 192) terminava la dinastia degli Antonini . L'uccisione di Commodo portò sul trono uno dei migliori generali di quell'epoca, che in passato era stato tanto vicino a Marco Aurelio nei lunghi anni di guerra lungo il fronte settentrionale. Si trattava di Pertinace, tanto devoto al Senato da pensare, in un primo momento, di cedere il trono al nobile senatore Acilio Glabrione. Egli si sforzò di riformare le distribuzioni di alimenti (congiaria) e di terre, ma si scontrò con l'antagonismo della nobiltà e della guardia pretoriana, che si aspettava da lui generosi donativi. Una seconda cospirazione portò al suo assassinio da parte della guardia pretoriana che non ne aveva apprezzato l'operato e le prospettive future.
La crisi generata con la successiva morte di Pertinace evidenziò che, se dapprima fu la guardia pretoriana a disporre del trono di Roma (con Didio Giuliano), come era accaduto durante la precedente guerra civile del 68-69, anche in questa circostanza furono le legioni dei differenti fronti strategici, in primis quello danubiano-illirico (di Settimio Severo), a prendere il sopravvento.
Le legioni siriane proclamarono, infatti, l'allora loro governatore, Pescennio Nigro, che però soccombette a Severo nel 194; le legioni di Britannia proclamarono Clodio Albino, associato da Severo, in un primo momento, al trono come Cesare, ma poi dallo stesso sconfitto nella battaglia di Lugdunum nel 197, che portò alla fine della guerra civile.

## Pertinace, Didio Giuliano, Pescennio Nigro e Clodio Albino

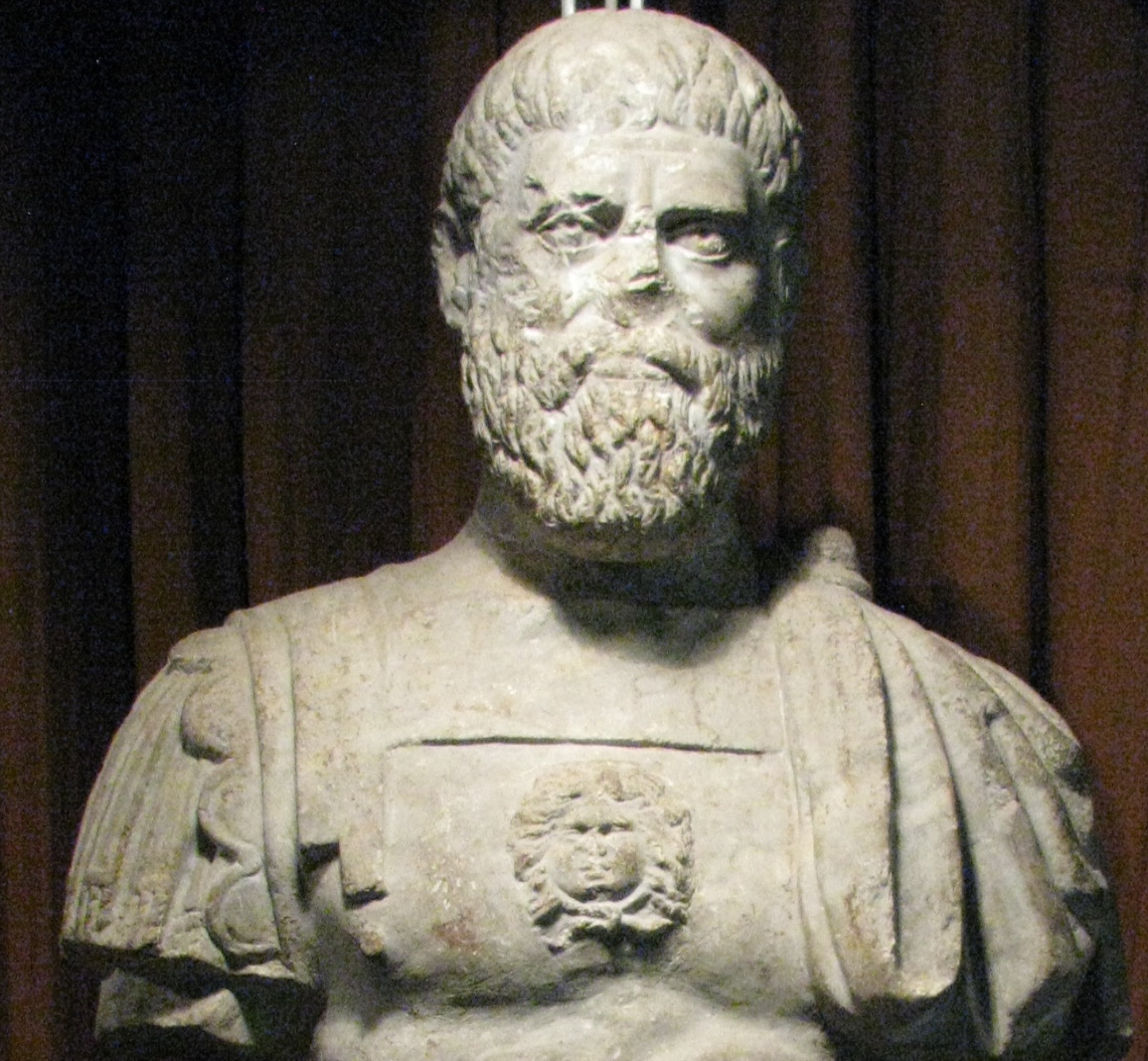
Pertinace, princeps succeduto alla dinastia degli Antonini, dopo la morte di Commodo.

| Titolatura imperiale Publio Elvio Pertinace | Numero di volte  | Datazione evento                                                        |
| ------------------------------------------- | ---------------- | ----------------------------------------------------------------------- |
| Tribunicia potestas                         | meno di un anno: | nel 193                                                                 |
| Consolato                                   | 2 volte:         | nel 175 e nel 192                                                       |
| Salutatio imperatoria                       | una volta:       | al momento della assunzione del potere imperiale il 1º gennaio del 193. |
| Altri titoli                                |                  | Pontifex Maximus nel 193; Pater Patriae nel 193.                        |

### Tematiche principali

#### Aspiranti al trono durante le guerre civili (193-197)
| Aspiranti al trono durante le guerre civili (193-197) | Aspiranti al trono durante le guerre civili (193-197) | Aspiranti al trono durante le guerre civili (193-197)                 | Aspiranti al trono durante le guerre civili (193-197) | Aspiranti al trono durante le guerre civili (193-197) | Aspiranti al trono durante le guerre civili (193-197) | Aspiranti al trono durante le guerre civili (193-197)                              |
| Immagine                                              | Valore                                                | Dritto                                                                | Rovescio | Datazione                                             | Peso; diametro                                        | Catalogazione                                                                      |
| ----------------------------------------------------- | ----------------------------------------------------- | --------------------------------------------------------------------- | --- | ----------------------------------------------------- | ----------------------------------------------------- | ---------------------------------------------------------------------------------- |
|                                                       | aureo                                                 | IMP CAES P HELV PERTIN AVG, testa di Pertinace laureata verso destra; | PROVID DEOR COS II, la Providentia in piedi verso sinistra, alza la mano destra verso una stella. | 193.                                                  | 20 mm, 7.25 gr, 12 h (zecca di Roma antica);          | RIC Pertinax, IV 11a; Woodward, Pertinax, dies 5/F; Calicó 2389; BMCRE 11. RSC 43. |
|                                                       | aureo                                                 | D CLOD SEPT AL-BIN CAES, testa di Clodio Albino verso destra;         | SAECVLO FRVGIFERO COS II, il Saeculum Frugiferum con corona radiata, in piedi verso sinistra, tiene un caduceo ed una spiga di grano nella mano destra tesa ed un forcone appoggiato sulla spalla sinistra. | 194.                                                  | 7.22 gr, 5h (zecca di Roma antica);                   | RIC Clodius Albinus, IV 9b; Pink I, pg. 26; BMCRE pg. 38; Calicó 2423; Cohen 70.   |

## Settimio Severo (193-211)

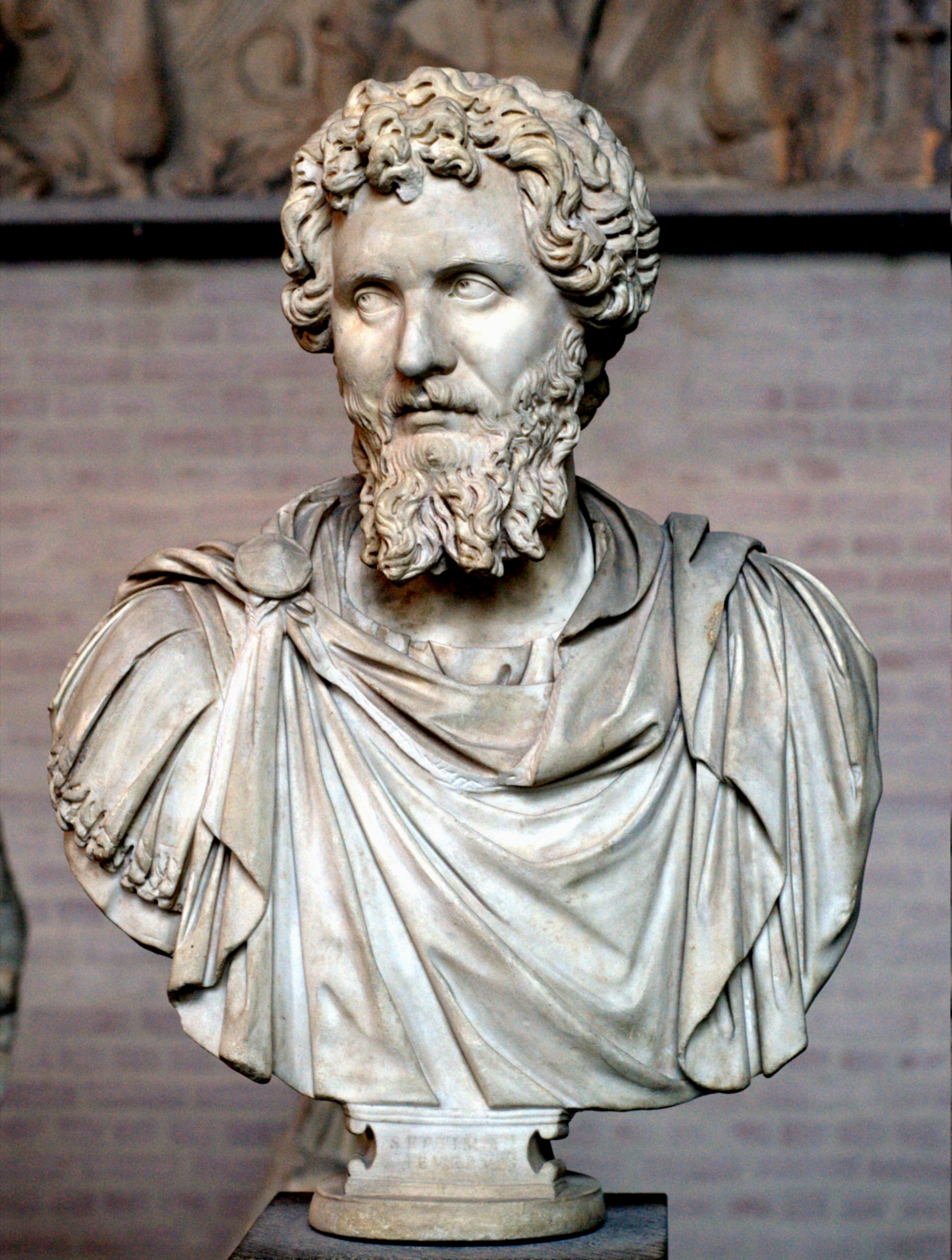
Settimio Severo, primo princeps della dinastia dei Severi.

Settimio Severo, il fondatore della dinastia dei Severi, apparteneva ad un'importante famiglia di Leptis Magna della provincia d'Africa che si era alleata con un'importante famiglia della Siria romana, grazie al suo matrimonio con Giulia Domna. Con questo imperatore può dirsi iniziare il cosiddetto periodo del Dominato, di stampo militare. Tale forma di governo si presentava in forma dispotica, nella quale l'imperatore, non più contrastato dai residui delle antiche istituzioni della Repubblica romana, poteva disporre quale padrone assoluto dell'Impero, in qualità di dominus, da cui la definizione di dominatus.
Le origini provinciali influenzarono molto il suo modo di dirigere il nuovo Stato romano a partire dalla riorganizzazione dell'esercito (con la creazione di tre nuove legioni quali la legio I, II e III Parthica; l'aumento della paga del legionario; la riforma del cursus honorum nelle alte gerarchie militari a vantaggio degli Equites), alla guardia pretoriana ora formata con componenti provinciali (in particolare provenienti dall'Illyricum), fino a concedere, sempre ai provinciali, il permesso di sposarsi durante il servizio militare, abitando con la propria famiglia fuori dalle fortezze legionarie, nelle canabae. Non è infatti un caso che l'appoggio militare che l'imperatore ottenne dagli eserciti provinciali, ne abbiano accresciuto notevolmente il potere ed abbiano determinato il conseguente scioglimento delle pericolose coorti pretorie, sostituite con elementi non italici.
Fu, infine, un abile condottiero, portando alla vittoria le sue truppe contro le armate dei Parti tra il 195 ed il 198, e conducendo una fortunata serie di campagne militari nel nord della Britannia (odierna Scozia) contro le truppe barbare dei Caledoni, poco prima di morire (208-211).
| Titolatura imperiale  | Numero di volte | Datazione evento |
| --------------------- | --------------- | --- |
| Tribunicia potestas   | 18 anni:        | la prima il 9 giugno del 193, poi rinnovata ogni anno al 10 dicembre. |
| Consolato             | 4 volte:        | nel 190, 193, 194 e 202. |
| Titoli vittoriosi     |                 | Adiabenicus nel 195, Arabicus nel 195, Britannicus Maximus nel 209 o 210, Parthicus Maximus nel 198,                                                                                       |
| Salutatio imperatoria | 12 volte:       | la prima al momento della assunzione del potere imperiale, il 9 aprile del 193, (II) nel tardo 193, (III e IV) nel 194, (V, VI, VII e VIII) nel 195, (IX, X e XI) nel 197 e (XII) nel 207. |
| Altri titoli          |                 | Pontifex Maximus nel giugno del 193; Pater Patriae nel tardo 193. |

### Tematiche principali

#### L'esercito
Settimio Severo, dopo essere stato sostenuto nella corsa al potere imperiale dalle legioni pannoniche, mise in atto una serie di riforme e modifiche al precedente ordinamento militare, aumentando prima di tutto il numero delle legioni romane, fino a 33, con la costituzione di ben tre unità, in vista delle campagne partiche: la legio I, II e III Parthica. L'esercito ora poteva contare su 442.000 armati complessivamente. Egli favorì, quindi, i legionari in vari modi, aumentando loro la paga e riconoscendo loro il diritto di sposarsi durante il servizio, oltre ad abitare con la propria famiglia fuori del campo (canabae). Tale riforma comportò una "regionalizzazione" delle legioni, che in questo modo si legarono non solo al loro comandante, ma anche a un territorio ben preciso.
| Severo e l'esercito | Severo e l'esercito | Severo e l'esercito                                                          | Severo e l'esercito                                                                        | Severo e l'esercito | Severo e l'esercito                         | Severo e l'esercito                                                             |
| Immagine            | Valore              | Dritto                                                                       | Rovescio                                                                                   | Datazione           | Peso; diametro                              | Catalogazione                                                                   |
| ------------------- | ------------------- | ---------------------------------------------------------------------------- | ------------------------------------------------------------------------------------------ | ------------------- | ------------------------------------------- | ------------------------------------------------------------------------------- |
|                     | aureo               | IMP CAE L SEP SE-V PERT AVG, testa laureata di Settimio Severo verso destra; | LEG XIIII GEM M(artia) V(ictrix), TR P COS in esergo, aquila legionaria tra due stendardi. | 193                 | 19 mm, 7.23 gr, 6 h (zecca di Roma antica); | RIC Septimius Severus, IV, 14; BMCRE 18; Cohen 271.                             |
|                     | aureo               | IMP CAE L SEP SE-V PERT AVG, testa laureata di Settimio Severo verso destra; | LEG VIII AVG, TR P COS in esergo, aquila legionaria tra due stendardi.                     | 193                 | 19 mm, 6.82 gr (zecca di Roma antica);      | RIC Septimius Severus, RIC IV 11; BMCRE 13 (same dies); Calicó 2471; Cohen 267. |
|                     | denario             | IMP CAE L SEP SE-V PERT AVG, testa laureata di Settimio Severo verso destra; | LEG I AD-IVT, TR P COS in esergo, aquila legionaria tra due stendardi.                     | 193                 | 3.28 gr;                                    | RSC 256.                                                                        |
|                     | denario             | IMP CAE L SEP SE-V PERT AVG, testa laureata di Settimio Severo verso destra; | LEG II ADIVT, TR P COS in esergo, aquila legionaria tra due stendardi.                     | 193                 | 3.28 gr;                                    | RSC 260.                                                                        |
|                     | denario             | IMP CAE L SEP SE-V PERT AVG, testa laureata di Settimio Severo verso destra; | LEG I ITAL, TR P COS in esergo, aquila legionaria tra due stendardi.                       | 193                 | 3.02 gr;                                    | RIC Septimius Severus, IV 3; BMCRE pg. 21; RSC 256.                             |
|                     | denario             | IMP CAE L SEP SE-V PERT AVG, testa laureata di Settimio Severo verso destra; | LEG I MIN, TR P COS in esergo, aquila legionaria tra due stendardi.                        | 193                 | 3.02 gr;                                    | RSC 259.                                                                        |
|                     | denario             | IMP CAE L SEP SE-V PERT AVG, testa laureata di Settimio Severo verso destra; | LEG XXII PRI, TR P COS in esergo, aquila legionaria tra due stendardi.                     | 193                 | 3.02 gr;                                    | RSC 277.                                                                        |
|                     | denario             | IMP CAE L SEP SE-V PERT AVG, testa laureata di Settimio Severo verso destra; | LEG XXX VLP, TR P COS in esergo, aquila legionaria tra due stendardi.                      | 193                 | 3.02 gr;                                    | RSC 278.                                                                        |

#### SeveroAugustoe Clodio AlbinoCesare(193-197)
Morto Pertinace alla fine di marzo del 193, aspiravano per la porpora imperiale, Didio Giuliano, Pescennio Nigro (comandante delle legioni siriache), Settimio Severo (comandante delle legioni danubiane) e Clodio Albino (comandante delle legioni di Britannia).
In seguito a questi avvenimenti Settimio Severo mosse su Roma dove, dopo aver congedato in massa i pretoriani italici, e sostituiteli con truppe tratte dal suo esercito, ottenne anche quello del Senato dove si fece riconoscere princeps. Consapevole di non poter combattere su due fronti, Severo diede a Clodio Albino il secondo consolato nel 194 e lo nominò cesare (quasi l'avesse designato a succedergli, pur avendo Severo già due eredi naturali nei figli Caracalla e Geta), lasciandogli il governo delle province occidentali delle Gallie e della Britannia, mentre egli stesso si concentrava nella lotta contro Pescennio ad Oriente, riuscendo a batterlo nel 194.
L'alleanza tra Settimio Severo e Clodio Albino ebbe però breve durata. Il 19 febbraio del 197 i due pretendenti alla porpora imperiale si scontrarono nella valle della Saône. Dopo una battaglia sanguinosa e rimasta a lungo incerta Settimio Severo prevalse sul rivale, tanto da costringere Clodio Albino ad uccidersi, gettandosi sulla propria spada.
| Severo Augusto e Clodio Albino Cesare (193-197) | Severo Augusto e Clodio Albino Cesare (193-197) | Severo Augusto e Clodio Albino Cesare (193-197)                       | Severo Augusto e Clodio Albino Cesare (193-197)                                                                              | Severo Augusto e Clodio Albino Cesare (193-197) | Severo Augusto e Clodio Albino Cesare (193-197) | Severo Augusto e Clodio Albino Cesare (193-197)          |
| Immagine                                        | Valore                                          | Dritto                                                                | Rovescio | Datazione                                       | Peso; diametro                                  | Catalogazione                                            |
| ----------------------------------------------- | ----------------------------------------------- | --------------------------------------------------------------------- | --- | ----------------------------------------------- | ----------------------------------------------- | -------------------------------------------------------- |
|                                                 | denario                                         | IMP CAES D CLO SEP ALB AVG, testa laureata a destra di Clodio Albino; | FIDES LEG-ION COS II, due mani che si stringono (in segno di accordo); sullo sfondo un vessillo con un'aquila ed un fulmine. | 195, Clodio Albino Cesare di Severo;            | 16 mm, 3.01 gr, 6 h (zecca di Lugdunum);        | RIC Clodius Albinus, IV 20b; Lyon 23; RSC 24; BMCRE 284. |

#### Campagne militari contro i Parti (195-198)
Settimio Severo intraprese una nuova guerra contro i Parti in due riprese. La prima fu condotta nel 195 al termine della quale ricostituì la provincia di Mesopotamia ponendovi a presidio due delle tre nuove legioni appena create (la legio I e la III Parthica), sotto la guida di un prefetto di rango equestre. La seconda campagna fu condotta dall'estate del 197 alla primavera del 198. Durante questa guerra i suoi soldati saccheggiarono nuovamente la capitale dei Parti, Ctesifonte e per questi successi si meritò l'appellativo di Adiabenicus e Parthicus maximus, oltre alla costruzione di un arco di Trionfo.
Le campagne di Settimio Severo, erano riuscite a riconquistare in modo permanente la Mesopotamia settentrionale facendone, come in passato avevano fatto Traiano e Lucio Vero, una nuova provincia romana con a capo un praefectus Mesopotamiae di rango equestre. Per questi successi ottenne il titolo vittorioso di Parthicus maximus, gli fu decretato un Trionfo ed eretto un arco trionfale nel foro romano.
| Campagne militari contro i Parti (195-198) | Campagne militari contro i Parti (195-198) | Campagne militari contro i Parti (195-198)                                                    | Campagne militari contro i Parti (195-198) | Campagne militari contro i Parti (195-198) | Campagne militari contro i Parti (195-198) | Campagne militari contro i Parti (195-198)            |
| Immagine                                   | Valore                                     | Dritto                                                                                        | Rovescio | Datazione                                  | Peso; diametro                             | Catalogazione                                         |
| ------------------------------------------ | ------------------------------------------ | --------------------------------------------------------------------------------------------- | --- | ------------------------------------------ | ------------------------------------------ | ----------------------------------------------------- |
|                                            | sesterzio                                  | L SEPT SEV PERT AVG IMP V, testa laureata di Settimio Severo verso destra;                    | PART ARAB PART ADIAB, S-C ai lati, due prigionieri seduti alla base di un trofeo di guerra.                                                            | 195, prima campagna partica                | 23.62 gr, 12 h;                            | RIC Septimius Severus, IV 690a; BMCRE 555; Cohen 367. |
|                                            | denario                                    | L SEPT SEV PERT AVG IMP VIII, testa laureata a destra, in uniforme militare (Paludamentum);   | Profectio AUG, Settimio Severo a cavallo che parte per il fronte orientale con una lancia in mano.                                                     | 197, seconda campagna partica              | 2.85 gr;                                   | RIC Septimius Severus, IVa, 494; BMC 466; Cohen 580.  |
|                                            | aureo                                      | L SEPT SEV AVG IMP XI PART MAX, testa laureata a destra, in uniforme militare (Paludamentum); | VICToria PARTHICAE, la Vittoria che avanza verso sinistra e tiene nelle mani una corona ed un trofeo, ai suoi piedi un prigioniero seduto (la Partia). | 198-200, seconda campagna partica          | 7.11 gr;                                   | RIC Septimius Severus, IVa, 142b.                     |
|                                            | denario                                    | ANTONINVS AVGVSTVS IMP VIII, testa laureata a destra di Caracalla;                            | PART MAX PONT TR P IIII, due prigionieri seduti a terra e legati ad un trofeo.                                                                         | 201, seconda campagna partica              | 19 mm, 4.01 gr (zecca di Laodicea);        | RIC Caracalla, IV 346; RSC 177.                       |

#### Ludi Saeculares(204)
Sempre sotto Settimio Severo furono celebrati i Ludi Saeculares (nel 204), festa religiosa che comportava sacrifici, spettacoli teatrali e congiaria, tenuti nell'antica Roma per tre giorni e notti, e che delimitava la fine di un saeculum (secolo) e l'inizio del successivo.
| Ludi Saeculares (204) | Ludi Saeculares (204) | Ludi Saeculares (204)                                                            | Ludi Saeculares (204) | Ludi Saeculares (204) | Ludi Saeculares (204) | Ludi Saeculares (204)                   |
| Immagine              | Valore                | Dritto                                                                           | Rovescio | Datazione             | Peso; diametro        | Catalogazione                           |
| --------------------- | --------------------- | -------------------------------------------------------------------------------- | --- | --------------------- | --------------------- | --------------------------------------- |
|                       | denario               | SEVERVS PIVS AVG P M TR P XII, testa laureata a destra;                          | DI PATRII, Bacco a sinistra, in piedi di fronte, la testa verso destra, tiene una coppa ed un tirso; di fronte a lui Ercole a destra, in piedi di fronte, la testa verso sinistra, tiene una mazza appoggiata a terra ed una pelle di leone; ai piedi di Bacco, a sinistra, una pantera. | 204;                  | 3.09 gr, 12 h;        | RIC Septimius Severus, IVa 762.         |
|                       | denario               | SEVERVS PIVS AVG, testa laureata a destra;                                       | IIII LIBERALI-TAS AUGG, Liberalitas in piedi verso sinistra, tiene un abaco ed una cornucopia. | 204;                  | 19 mm, 2.79 gr, 7 h;  | RIC Septimius Severus, IV 276; RSC 293. |
|                       | denario               | ANTONINUS PIVS AVG, testa laureata di Caracalla verso destra, busto con corazza; | IIII LIBERALI-TAS AUGG, Liberalitas in piedi verso sinistra, tiene un abaco ed una cornucopia. | 204;                  | 19 mm, 3.34 gr, 6 h;  | RIC Caracalla, IV 135; RSC 122.         |

#### Campagne militari in Britannia (208-211)
L'usurpazione di Albino dimostrò a Severo che, poiché in Britannia stazionavano tre legioni per mantenere la sicurezza lungo i confini settentrionali, potevano fornire ad un uomo ambizioso, munito di scarsa lealtà verso il potere centrale, una potente base per la ribellione. Come conseguenza, il possibile ursurpatore avrebbe potuto poi spogliare l'isola delle sue guarnigioni, per marciare su Roma a pretenderne la porpora imperiale, lasciando, di fatto, l'isola indifesa contro gli attacchi delle popolazioni a nord del grande vallo di Adriano, come accadde infatti sotto Albino nel 196.
A seguito della sconfitta di Albino, Settimio Severo cercò di risolvere il problema, prima dividendo in due la provincia (Britannia Inferiore e Superiore), poi conducendo, negli ultimi anni di vita, una campagna militare che aveva come obbiettivo quello di occupare l'intera isola, e quindi tutta la Caledonia, progetto quasi portato a termine un secolo prima da Gneo Giulio Agricola (dalla fine del 208/inizi del 209 al 211). Morto però Severo, i territori appena conquistati vennero abbandonati dal figlio Caracalla, dopo la morte del padre avvenuta ad Eburacum il 4 febbraio del 211.
| Campagne militari in Britannia (208-211) | Campagne militari in Britannia (208-211) | Campagne militari in Britannia (208-211)                                           | Campagne militari in Britannia (208-211)                                                                                      | Campagne militari in Britannia (208-211)       | Campagne militari in Britannia (208-211) | Campagne militari in Britannia (208-211)   |
| Immagine                                 | Valore                                   | Dritto                                                                             | Rovescio | Datazione                                      | Peso; diametro                           | Catalogazione                              |
| ---------------------------------------- | ---------------------------------------- | ---------------------------------------------------------------------------------- | --- | ---------------------------------------------- | ---------------------------------------- | ------------------------------------------ |
|                                          | denario                                  | SEVERUS PIUS AVG, testa laureata a destra;                                         | [parte illeggibile] TR P XVII COS IV, Severo a cavallo che "carica" con la lancia, un britanno caduto ai piedi del destriero. | 209, prima campagna in Britannia               | 3.44 gr;                                 | RIC Septimius Severus, IVa, 231.           |
|                                          | denario                                  | ANTONINVS PIUS AVG BRIT, testa laureata a destra del figlio Caracalla, co-Augusto; | PONTIF TR P XIII COS III, Caracalla a cavallo che "carica" con la lancia, un britanno caduto ai piedi del destriero.          | 210, seconda campagna in Britannia             | 3.42 gr;                                 | RIC Caracalla, IV 118b; BMCRE 39; RSC 487. |
|                                          | denario                                  | SEVERUS PIUS AVG BR, testa laureata a destra;                                      | VICTOR..AE BRIT, la Vittoria in piedi di fronte, tiene nella mano destra una palma ed uno scudo nella sinistra.               | 210/211, seconda e terza campagna in Britannia | 3.38 gr;                                 | RIC Septimius Severus, IVa, 336.           |
|                                          | denario                                  | SEVERUS PIUS AVG BRIT, testa laureata a destra;                                    | VICTORI AE B RIT, la Vittoria seduta sopra degli scudi, tiene in mano uno scudo ed un ramo di palma.                          | 210/211, seconda e terza campagna in Britannia | 19 mm, 3.53 gr;                          | RIC Septimius Severus, IVa, 335; RSC 731.  |

## Caracalla (211-217) e Geta (211)

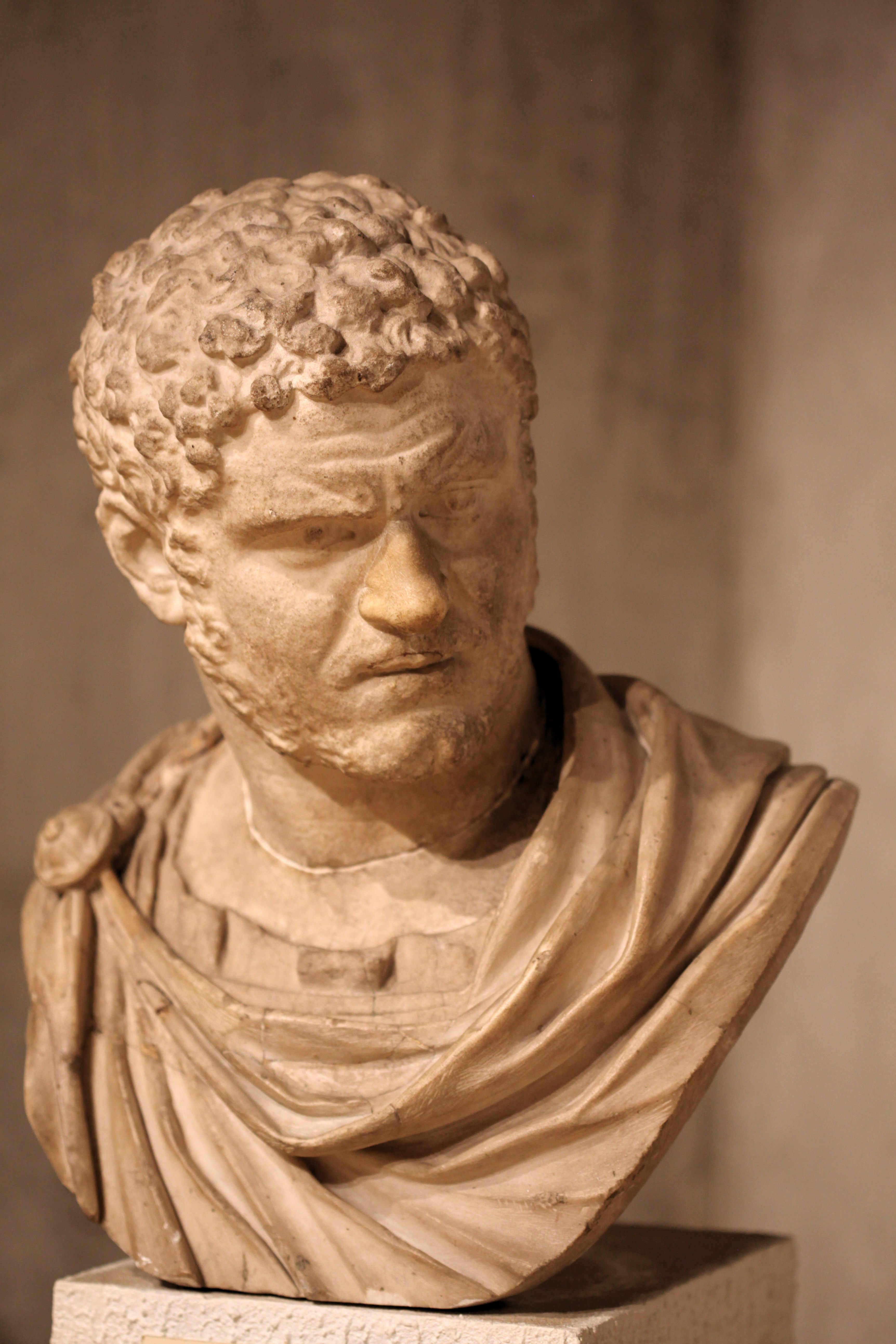
Caracalla, secondo princeps della dinastia dei Severi, insieme al fratello Geta.

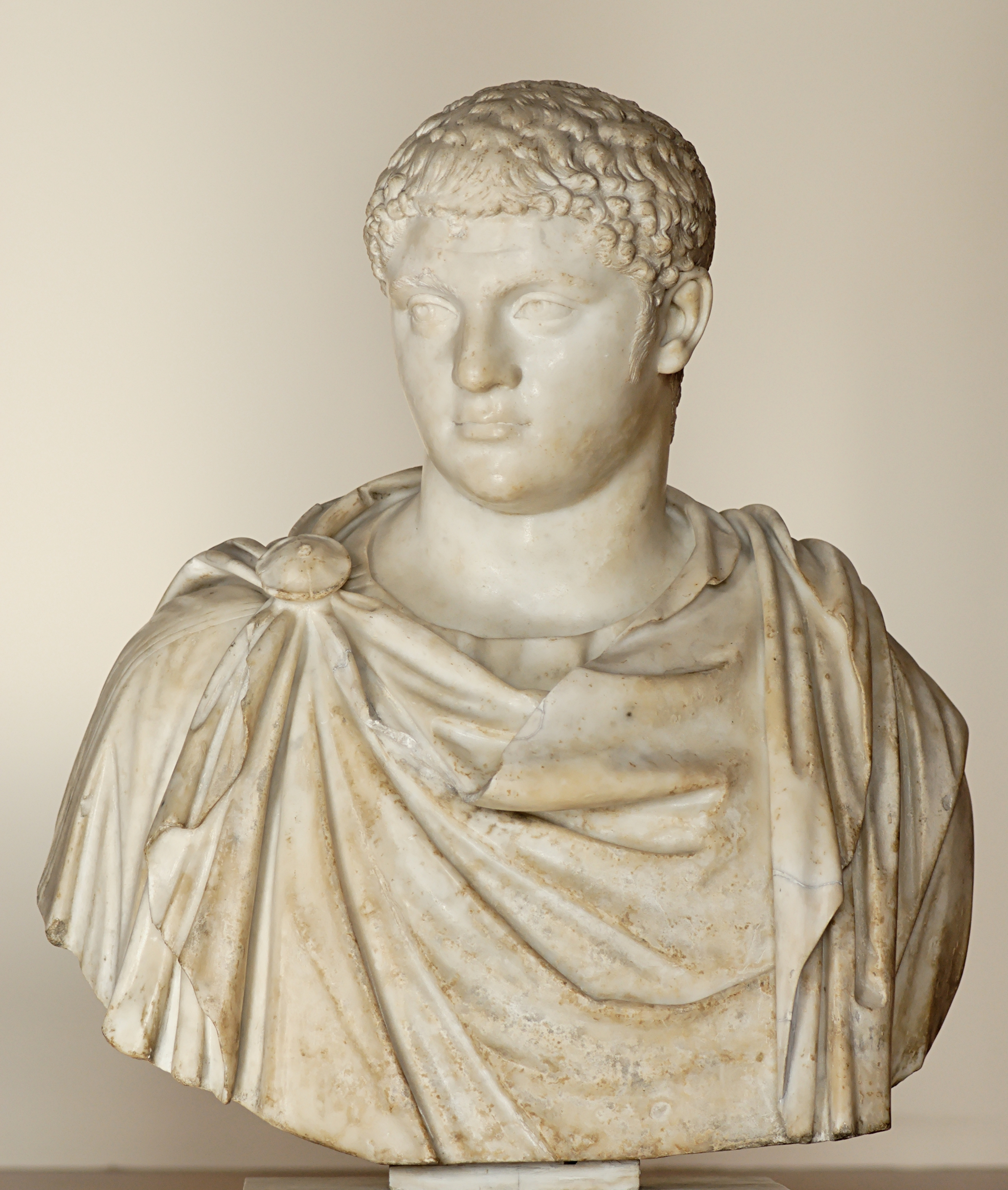
Geta, secondo princeps della dinastia dei Severi, insieme al fratello Caracalla.

Caracalla (ovvero Lucio Severo Bassiano, poi Marco Aurelio Severo Antonino) ed il fratello Geta (ovvero Lucio Severo Geta) erano figli di Settimio Severo. Il primo regnò dalla morte del padre, avvenuta nel 211 ad Eburacum lungo il fronte settentrionale della Britannia, fino al 217 e condivise per un breve periodo con il fratello il regno, fino al 211, quando decise di commettere un fratricidio.
A Caracalla va il grande merito di aver reso ancor più monumentale la città di Roma, con le immense terme a lui dedicate, oltre ad aver rimosso tutte le distinzioni legali e politiche tra italici e provinciali con la celebre Constitutio Antoniniana del 212 che estese la cittadinanza romana a tutti gli abitanti liberi dell'impero romano.
Avendo lo stesso accresciuto il suo potere oltre misura, in una forma di dispotismo assoluto, creò le premesse, come era successo in modo similare anche a Commodo venticinque anni prima, per il suo assassinio (217), a cui prese parte, quasi certamente, il prefetto del pretorio, Macrino, che non apparteneva all'ordine senatorio e che a lui successe per poco tempo (217-218), pur non appartenendo alla dinastia dei Severi.
Prese parte alle campagne contro i Caledoni della Britannia a fianco del padre, negli anni 208-211. Condusse con buon esito alcune campagne militari oltre i fiumi Reno e Danubio contro le popolazioni degli Alemanni (nel 212-213), di Marcomanni, Quadi, Iazigi (nel 214), di Goti e Carpi (al principio del 215). Al contrario ebbero esito incerto le sue campagne orientali contro i Parti degli anni 215-216.
| Titolatura imperiale Caracalla | Numero di volte | Datazione evento |
| ------------------------------ | --------------- | --- |
| Tribunicia potestas            | 20 anni:        | la prima volta quando fu fatto Augusto dal padre nel 28 gennaio del 198 e poi rinnovatagli ogni anno il 10 dicembre.                                        |
| Consolato                      | 4 volte:        | nel 202 (I), 205 (II), 208 (III) e 213 (IV). |
| Titoli vittoriosi              |                 | Parthicus maximus (198), Sarmaticus maximus (tra 200 e 208), Germanicus maximus II (tra 200 e 208; nel 213), Britannicus maximus (210) e Alamannicus (213). |
| Salutatio imperatoria          | 3 volte:        | la prima quando fu fatto Augusto dal padre nel 198, la 2ª nel 207 e la 3ª nel 213.                                                                          |
| Altri titoli                   |                 | Pius nel 198, Pater Patriae nel 199, Pius Felix nel 200 e Pontifex Maximus nel 211.                                                                         |

### Tematiche principali

#### Caracalla, Geta e laconcordia Augustorum
Settimio Severo aveva due figli: Caracalla e Geta. Quest'ultimo fu sempre posto in secondo piano rispetto al fratello maggiore. I conflitti erano costanti e spesso richiedevano la mediazione della madre Giulia Domna. Settimio Severo diede a Geta il titolo di "Cesare" nel 198, mentre al fratello quello di "Augusto". Quando Settimio Severo morì il 4 febbraio del 211 ad Eburacum in Britannia, Caracalla e Geta furono proclamati insieme imperatori e ritornarono a Roma, ma l'anno seguente, Geta venne ucciso dal fratello Caracalla tra le braccia della madre Giulia Domna.
| Caracalla, Geta e la concordia Augustorum | Caracalla, Geta e la concordia Augustorum | Caracalla, Geta e la concordia Augustorum                                                       | Caracalla, Geta e la concordia Augustorum | Caracalla, Geta e la concordia Augustorum | Caracalla, Geta e la concordia Augustorum | Caracalla, Geta e la concordia Augustorum         |
| Immagine                                  | Valore                                    | Dritto                                                                                          | Rovescio | Datazione                                 | Peso; diametro                            | Catalogazione                                     |
| ----------------------------------------- | ----------------------------------------- | ----------------------------------------------------------------------------------------------- | --- | ----------------------------------------- | ----------------------------------------- | ------------------------------------------------- |
|                                           | aureo                                     | M AVRELIVS ANTON AVG, testa di Caracalla laureata, busto con drappeggio e corazza verso destra; | P SEPT GETA CAES PONT, testa nuda di Geta, busto con drappeggio e corazza verso destra.                                                                                     | 202                                       | 19 mm, 7.39 gr, 6 h (zecca di Roma);      | RIC IV 17; Calicó 2863.                           |
|                                           | aureo                                     | IMP CAES P SEPT GETA PIVS AVG, testa laureata verso destra di Geta, busto con aegis (collare);  | CONCORDIAE AVGG(ustorum), Caracalla e Geta in piedi, uno di fronte all'altro, ognuno in tenuta militare che tengono una lancia nella mano sinistra, e si stringono le mani. | 209/210                                   | 19 mm, 7.41 gr, 6 h (zecca di Roma);      | RIC Geta, IV 73b; Calicó 2876; BMCRE p. 360 note. |

#### Opere pubbliche
Sotto Caracalla vennero iniziate le famose terme sull'Aventino (tra il 212 e il 217), l'edificio più imponente e tra i meglio conservati della Roma imperiale. Sempre all'epoca di Caracalla venne costruito quello che forse era il tempio più grandioso della città, il Serapeo sul Quirinale. La pianta marmorea incisa sotto Settimio Severo su un muro del Tempio della Pace e in parte pervenutaci ci dà una rappresentazione planimetrica della Roma di quegli anni. Si procedette inoltre alla ristruttutrazione di numerosi edifici pubblici, tra cui lo stesso Circo Massimo.
| Caracalla e le opere pubbliche | Caracalla e le opere pubbliche | Caracalla e le opere pubbliche                                                                             | Caracalla e le opere pubbliche                                                                                               | Caracalla e le opere pubbliche | Caracalla e le opere pubbliche | Caracalla e le opere pubbliche                          |
| Immagine                       | Valore                         | Dritto | Rovescio | Datazione                      | Peso; diametro                 | Catalogazione                                           |
| ------------------------------ | ------------------------------ | --- | --- | ------------------------------ | ------------------------------ | ------------------------------------------------------- |
|                                | Æ Sesterzio                    | M AVREL ANTONINVS PIVS AVG BRIT, testa laureata verso destra di Caracalla, busto con drappeggio e corazza; | P M TR P XVI IMP II COS IIII P P, S C in esergo; vista aerea del Circo Massimo di Roma, ristrutturato al tempo di Caracalla. | 213                            | 23.02 gr, 1 h;                 | RIC Caracalla, IV 500a; Banti 46; BMCRE 251; Cohen 236. |

#### Guerre lungo il limes danubiano (212-215)
Dopo circa quarant'anni, i Catti germanici tornarono a sfondare il limes romano, mentre per la prima volta furono menzionati gli Alemanni, nel Wetterau (nel 212). Gli anni che seguirono portarono l'Imperatore Caracalla a condurre contro queste popolazioni numerose campagne militari soprattutto lungo il limes germanico-retico, tanto che in seguito a queste vittorie il giovane imperatore assunse l'appellativo di Germanicus maximus (6 ottobre del 213; riformulato in "Alemannicus" dalla storiografia posteriore). Tuttavia, pare che avesse comprato la pace con i barbari, come suggerisce Cassio Dione.
E sempre a questo periodo allo stesso anno sarebbero da attribuire nuove incursioni in Dacia e in Pannonia inferiore, lungo il tratto danubiano attorno ad Aquincum, ad opera di Carpi e Vandali. L'anno successivo, infatti, Caracalla fu costretto egli stesso ad intervenire lungo il fronte danubiano, contro Quadi e sarmati Iazigi. Caracalla riuscì a battere anche gli Iazigi, alleati probabilmente a Quadi e Vandali, assumendo l'appellativo di "Sarmaticus", come si racconta nella biografia del fratello Geta Nel 215 infine, giunto in Dacia, dopo aver ispezionato l'intero limes pannonico, riuscì a respingere la prima invasione di Goti e Carpi, assumendo per queste vittorie l'appellativo di "Gothicus".
| Guerre lungo il limes danubiano (212-215) | Guerre lungo il limes danubiano (212-215) | Guerre lungo il limes danubiano (212-215)                                        | Guerre lungo il limes danubiano (212-215) | Guerre lungo il limes danubiano (212-215) | Guerre lungo il limes danubiano (212-215) | Guerre lungo il limes danubiano (212-215)                |
| Immagine                                  | Valore                                    | Dritto                                                                           | Rovescio | Datazione | Peso; diametro                            | Catalogazione                                            |
| ----------------------------------------- | ----------------------------------------- | -------------------------------------------------------------------------------- | --- | --- | ----------------------------------------- | -------------------------------------------------------- |
|                                           | denario                                   | AD ANTONINVS PIVS AVG BRIT, testa laureata verso destra;                         | Profectio AVG, Caracalla in piedi, tiene una lancia; dietro di lui due stendardi militari. | moneta coniata probabilmente quando Caracalla era succeduto al padre, dopo la morte del fratello Geta, in un periodo compreso tra il 212 ed il 213. Qui si celebra la Profectio dell'Imperatore che parte per una campagna militare verso il fronte settentrionale; | 2.74 gr (zecca di Roma antica);           | RIC Caracalla, IV, 225; BMCRE 97; RSC 508.               |
|                                           | aureo                                     | ANTONINVS PIVS FEL AVG, testa laureata di Caracalla verso destra con corazza;    | VICTORIA GERMANICA, la Vittoria che avanza verso destra, tiene un trofeo nella sinistra appoggiato alla spalla sinistra ed una corona di alloro nella destra tesa in avanti. | 213, si riferisce alla vittoria sugli Alemanni; | 7.46 gr, 1 h (zecca di Roma antica);      | RIC Caracalla, IV 237; Calicó 2833; BMCRE 64; Cohen 645. |
|                                           | dupondio                                  | ANTONINVS PIVS AVG GERM, testa radiata di Caracalla verso sinistra con mantello; | P M TR P XVII IMP III COS IIII P P, S C in esergo; Roma seduta verso sinistra con corazza circondata da armi, un elmo ai suoi piedi, tiene la Vittoria nella mano destra tesa, ed una spada che punta verso il basso nella sinistra, davanti a lei un Germano in ginocchio alla destra. | 214, si riferisce agli scontri lungo il limes danubiano; | 10.89 gr, 7 h;                            | RIC Caracalla, IV 530b; BMCRE pg. 482; Cohen 266.        |
|                                           | antoniniano                               | ANTONINVS PIVS AVG GERM, testa radiata di Caracalla verso destra;                | VENVS VICTRIX, Venere in piedi di fronte, la testa verso sinistra, appoggiata ad uno scudo, tiene uno scettro ed una Vittoria sopra un globo. | 215 | 23 mm, 5.37 gr, 7 h;                      | RIC Caracalla, IV 311c; RSC 608a.                        |

#### Guerre lungo il limes orientale (fine 215-217)
Nel 215 Caracalla, alla testa di una "pseudo-falange" (sull'esempio di Alessandro Magno), penetrò nel territorio dei Parti riuscendo a spostare la frontiera della provincia romana di Mesopotamia più ad oriente, anche se un tentativo di invadere l'Armenia si rivelò del tutto inutile. L'anno seguente (nel 216) decise di invadere la Media, devastando l'Adiabene fino ad Arbela con l'inganno ai danni del sovrano dei Parti, Artabano IV. Al termine di quest'anno tornò a svernare ad Edessa, ma l'anno successivo fu ucciso durante una gita a Carre, interrompendo una nuova possibile campagna contro i Parti.
| Guerre lungo il limes danubiano (212-215) | Guerre lungo il limes danubiano (212-215) | Guerre lungo il limes danubiano (212-215)                                                       | Guerre lungo il limes danubiano (212-215) | Guerre lungo il limes danubiano (212-215) | Guerre lungo il limes danubiano (212-215)   | Guerre lungo il limes danubiano (212-215)               |
| Immagine                                  | Valore                                    | Dritto                                                                                          | Rovescio | Datazione                                 | Peso; diametro                              | Catalogazione                                           |
| ----------------------------------------- | ----------------------------------------- | ----------------------------------------------------------------------------------------------- | --- | ----------------------------------------- | ------------------------------------------- | ------------------------------------------------------- |
|                                           | tetradramma d'argento                     | ANTWNINOC • CC • B • AVT K M A, testa laureata e busto con corazza e drappeggio verso sinistra; | •DHMARC EX • UPATO • TO • D •, un'aquila in piedi di fronte, la testa verso destra con le ali aperte, tiene una corolla nel becco, • D • • E • sotto ogni ala.                                 | 215/217;                                  | 13.90 gr, 11 h (zecca di Antiochia);        | Prieur 226; SNG München -; SNG Copenaghen 230; BMC 363. |
|                                           | antoniniano                               | ANTONINVS PIVS AVG GERM, testa radiata di Caracalla verso destra;                               | P M TR P XVIII COS IIII P P, il Sole in piedi di fronte, la testa verso sinistra, tiene un globo e solleva il braccio destro verso l'alto.                                                     | 216                                       | 23 mm, 4.95 gr, 7 h (zecca di Roma antica); | RIC Caracalla, IV 281a; RSC 358 Cohen 358.              |
|                                           | aureo                                     | ANTONINVS PIVS AVG GERM, testa laureata di Caracalla verso sinistra con corazza;                | P M TR P XVIIII COS IIII P P, il Sole tiene le redini nella mano destra, la frusta nella mano sinistra e guida una quadriga verso sinistra.                                                    | 216                                       | 21 mm, 6.43 gr, 7 h (zecca di Roma antica); | RIC Caracalla, IV 282d; Calicó 2749; BMCRE 174.         |
|                                           | denario                                   | ANTONINVS PIVS AVG GERM, testa laureata di Caracalla verso destra;                              | P M TR P XVIIII COS IIII P P, un leone radiato (simbolo della guardia pretoriana) con in bocca un fulmine cammina verso sinistra (verso lo scenario della guerra in Oriente).                  | 216                                       | 19 mm, 3.19 gr, 7 h;                        | RIC Caracalla, IV 283c; BMCRE 178; RSC 367.             |
|                                           | denario                                   | ANTONINVS PIVS AVG GERM, testa laureata di Caracalla verso destra;                              | VIC PART P M TR P XX COS IIII P P, Caracalla in piedi verso sinistra, tiene un globo ed uno scettro, incoronato dalla Vittoria che sta dietro di lui; un prigioniero ai piedi dell'Imperatore. | 217                                       | 2.87 gr;                                    | RIC Caracalla, IV 299e; BMCRE 200 note; RSC 655.        |

## Macrino (217-218)

Macrino interruppe per un breve periodo il regno della dinastia dei Severi.

| Titolatura imperiale  | Numero di volte | Datazione evento                                                                  |
| --------------------- | --------------- | --------------------------------------------------------------------------------- |
| Tribunicia potestas   | 2 anni:         | al momento dell'ascesa al trono l'11 aprile del 217, rinnovatagli il 10 dicembre. |
| Consolato             | 2 volte:        | nel 217 (?) e nel 218 con il figlio Diadumeniano.                                 |
| Salutatio imperatoria | una volta:      | al momento della assunzione del potere imperiale nel 217.                         |
| Altri titoli          |                 | Pontifex Maximus, Pater Patriae, Pius e Felix nel 217.                            |

| Macrino e i congiaria (liberalitas) | Macrino e i congiaria (liberalitas) | Macrino e i congiaria (liberalitas)                                                                     | Macrino e i congiaria (liberalitas) | Macrino e i congiaria (liberalitas) | Macrino e i congiaria (liberalitas) | Macrino e i congiaria (liberalitas)                                 |
| Immagine                            | Valore                              | Dritto                                                                                                  | Rovescio | Datazione                           | Peso; diametro                      | Catalogazione                                                       |
| ----------------------------------- | ----------------------------------- | --- | --- | ----------------------------------- | ----------------------------------- | ------------------------------------------------------------------- |
|                                     | aureo                               | IMP C M OPEL SEV MACRINVS AVG, testa laureata e busto con drappeggio e corazza di Macrino verso destra; | LIB-ERALITAS AVG, Diadumeniano con toga ed il padre Macrino, con alloro e toga, seduti su una sedia curule su un podio, ciascuno tende la mano destra verso una figura piccola ai piedi del podio, mentre sale le scale per ricevere una tessera; la Liberalitas in piedi a sinistra, tiene un aboco nella destra ed una cornucopia nella sinistra nella parte sinistra del podio; un littore imperiale alle spalle dei tue imperatori tiene i fasces. | 218                                 | 7.51 gr, 6 h;                       | RIC Macrinus, IV 79; Clay Issue 3; BMCRE 71; Calicó 2947; Cohen 43. |

## Eliogabalo (218-222)

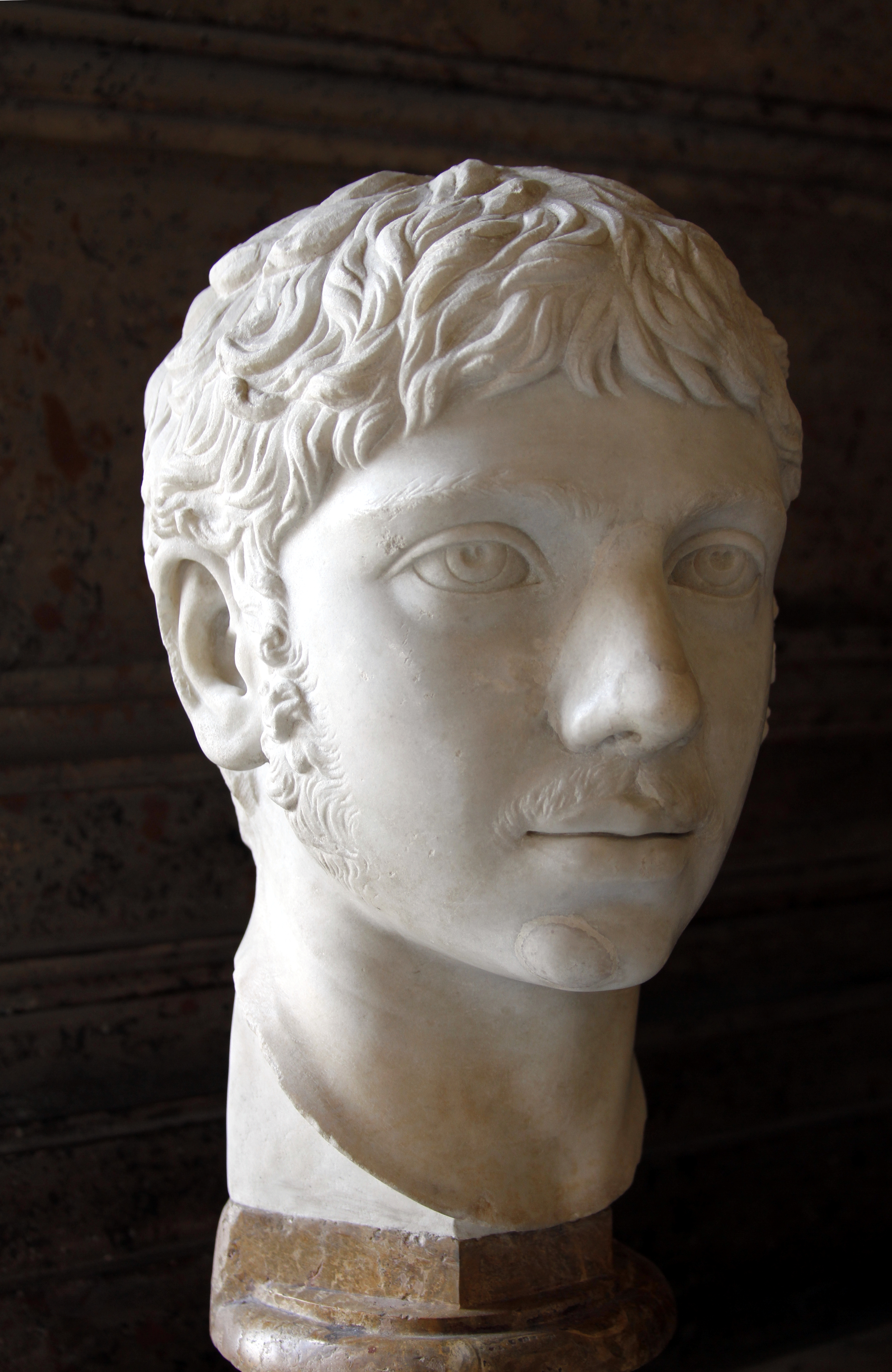
Eliogabalo, quarto princeps della dinastia dei Severi.

La corte imperiale era dominata da donne formidabili, le quali riuscirono ad eliminare il nuovo imperatore, Macrino, ed a imporre un "nipote acquisito" di Settimio Severo, tramite sua moglie, Giulia Domna. Egli si faceva chiamare Eliogabalo o Elagabalo (ovvero Sestio Vario Avito Bassiano, poi Marco Aurelio Antonino).
Eliogabalo era, per diritto ereditario, l'alto sacerdote del dio sole di Emesa, sua città d'origine. Il nome "Eliogabalo" deriva da due parole siriache, El ("dio") e gabal (concetto associabile a "montagna"), e significa "il dio [che si manifesta in una] montagna", chiaro riferimento alla divinità solare di cui era sacerdote, rappresentata da un betilo (una pietra sacra); non venne mai usato da Avito Bassiano, né dai suoi contemporanei, ma è attestato solo a partire da una fonte del IV secolo.
Col sostegno della madre, Giulia Soemia, e della nonna materna, Giulia Mesa, venne acclamato imperatore dalle truppe orientali, in opposizione all'imperatore Macrino, all'età di quattordici anni. Il regno di Eliogabalo fu fortemente segnato dal suo tentativo di importare il culto solare di Emesa a Roma e dall'opposizione che ebbe questa politica religiosa. Il giovane imperatore siriano, infatti, sovvertì le tradizioni religiose romane, sostituendo a Giove, signore del pantheon romano, la nuova divinità solare del Sol Invictus, che aveva gli stessi attributi del dio solare di Emesa; contrasse anche, in qualità di gran sacerdote di Sol Invictus, un matrimonio con una vergine vestale, che nelle sue intenzioni avrebbe dovuto essere il matrimonio tra il proprio dio e Vesta.
La politica religiosa e i suoi eccessi sessuali gli causarono una crescente opposizione del popolo e del Senato romano che culminò col suo assassinio per mano dalla guardia pretoriana e l'insediamento del cugino Alessandro Severo.
Il suo governo gli guadagnò tra i contemporanei una fama di eccentricità, decadenza e fanatismo, probabilmente esagerata dai suoi successori. Questa fama si tramandò anche grazie ai primi storici cristiani, che ne fecero un ritratto ostile. La storiografia moderna ne dipinge un ritratto più articolato, riconducendo il fallimento del suo regno al contrasto tra il conservatorismo romano e la dinamicità del giovane sovrano siriano, alla sua incapacità di scendere a compromessi e alla sua incomprensione della gravità e solennità del ruolo di imperatore. Il suo regno, però, permise alla dinastia severiana di consolidare il proprio controllo dell'impero, permettendo di preparare il terreno per il governo di Alessandro Severo.
| Titolatura imperiale  | Numero di volte | Datazione evento                                                                                    |
| --------------------- | --------------- | --------------------------------------------------------------------------------------------------- |
| Tribunicia potestas   | cinque anni:    | al momento dell'ascesa al trono, il 16 maggio del 218 e poi rinnovata annualmente ogni 10 dicembre. |
| Consolato             | 4 volte:        | nel 218 (I), 219 (II), 220 (III) e 222 (IV).                                                        |
| Salutatio imperatoria | una sola volta: | al momento della assunzione del potere imperiale nel 218.                                           |
| Altri titoli          |                 | Pontifex Maximus, Pater Patriae, Pius, Felix nel 218; Sacerdos Soli Invicti nel 222.                |

### Tematiche principali

#### Fides exercituseFides militum
Molte delle monete coniate da Eliogabalo riportano le leggende FIDES EXERCITVS o FIDES MILITVM ("lealtà dei soldati"), enfatizzando propagandisticamente la lealtà delle forze armate come base del potere dell'imperatore. All'inizio del suo regno, però, Eliogabalo dovette confrontarsi con le ribellioni di due legioni romane.
| Fides exercitus e Fides militum | Fides exercitus e Fides militum | Fides exercitus e Fides militum                                                                              | Fides exercitus e Fides militum                                                                | Fides exercitus e Fides militum | Fides exercitus e Fides militum              | Fides exercitus e Fides militum                  |
| Immagine                        | Valore                          | Dritto | Rovescio                                                                                       | Datazione                       | Peso; diametro                               | Catalogazione                                    |
| ------------------------------- | ------------------------------- | --- | ---------------------------------------------------------------------------------------------- | ------------------------------- | -------------------------------------------- | ------------------------------------------------ |
|                                 | denario                         | ANTONINUS PIUS FEL AUG, testa laureata verso destra di Elagabalo, busto con drappeggio e corazza;            | CONCORDIA MILIT, due vessilli legionari con aquila ai lati e due insegne manipolari al centro. | 218-219;                        | 20 mm, 3.00 gr, 12 h (zecca di Antiochia);   | RIC Elagabalus, IV 187; Thirion 344; RSC 15.     |
|                                 | sesterzio                       | IMP CAES M AUR ANTONINUS PIUS AUG, testa laureata verso destra di Elagabalo, busto con drappeggio e corazza; | FIDES EXERCITUS, un'aquila imperiale tra due vessilli legionari.                               | 219;                            | 29 mm, 24.45 g, 12 h (zecca di Roma antica); | RIC Elagabalus, RIC IV 345; BMCRE 348; Cohen 35. |
|                                 | denario                         | IMP ANTONINUS PIUS AUG, testa laureata verso destra di Elagabalo, busto con drappeggio e corazza;            | FIDES MILITUM, un'aquila imperiale legionaria tra due vessilli manipolari.                     | 219-220;                        | 19 mm, 3.09 gr (zecca di Roma antica);       | RIC Elagabalus, IV 78; BMCRE 201; RSC 44.        |

#### Gran sacerdote diEl-Gabal
Il nome "Eliogabalo" deriva da due parole siriache, El ("dio") e Gabal (concetto associabile a "montagna"), e significa "il dio [che si manifesta in una] montagna", chiaro riferimento alla divinità solare di cui il nuovo imperatore era sacerdote (associabile al concetto di Sol Invictus). Per abituare i Romani ad essere governati da un imperatore che era in realtà un sacerdote orientale, la madre Giulia Mesa fece inviare a Roma un ritratto di Eliogabalo in vesti sacerdotali, che venne posto sopra l'altare della Vittoria nella Curia.
| Gran sacerdote di El-Gabal | Gran sacerdote di El-Gabal | Gran sacerdote di El-Gabal                                                              | Gran sacerdote di El-Gabal | Gran sacerdote di El-Gabal | Gran sacerdote di El-Gabal                   | Gran sacerdote di El-Gabal                       |
| Immagine                   | Valore                     | Dritto                                                                                  | Rovescio | Datazione                  | Peso; diametro                               | Catalogazione                                    |
| -------------------------- | -------------------------- | --------------------------------------------------------------------------------------- | --- | -------------------------- | -------------------------------------------- | ------------------------------------------------ |
|                            | denario                    | IMP ANTONINUS PIUS AUG, testa laureata verso destra di Elagabalo, busto con drappeggio; | INVICTVS SAECERDOS AVG, Elagabalo in piedi di fronte con la testa verso sinistra, tiene una mazza e sacrifica con una patera su un altare.                      | 220-222;                   | 18 mm, 3.51 gr;                              | RIC Elagabalus, IV 88; BMCRE 212; RSC 61.        |
|                            | denario                    | IMP ANTONINUS PIUS AUG, testa laureata verso destra di Elagabalo, busto con drappeggio; | SACERD DEI SOLIS ELAGAB, Elagabalo in piedi verso destra, tiene un'asta e sacrifica con una patera su un altare.                                                | 221-222;                   | 3.05 gr (zecca di Roma antica);              | RIC Elagabalus, IV 131; Thirion 300; RSC 246.    |
|                            | denario                    | IMP ANTONINUS PIUS AUG, testa laureata verso destra di Elagabalo, busto con drappeggio; | SUMMUS SACERDOS AUG, Elagabalo in piedi verso sinistra, tiene una corona e sacrifica con una patera sopra un tripode verso sinistra; una stella sulla sinistra. | 221-222;                   | 18 mm, 3.18 gR, 12 h (zecca di Roma antica); | RIC Elagabalus, IV IV 146; Thirion 312; RSC 276. |

#### Mogli
Eliogabalo sposò, per poi divorziare, cinque donne, delle quali solo tre sono conosciute. La sua prima moglie fu Giulia Cornelia Paula, che sposò poco dopo essere giunto a Roma (autunno 219), allo scopo di avere presto dei figli con i quali continuare la dinastia, ma dalla quale divorziò nelle prime settimane del 220 sulla base di una non meglio specificata imperfezione fisica, allo scopo di sposare la seconda moglie, la vergine vestale Aquilia Severa; nel giro di un anno, però, pose fine al controverso legame con Aquilia per sposare Annia Faustina (luglio 221), una discendente di Marco Aurelio e la vedova di Pomponio Basso, fatto giustiziare da poco da Eliogabalo stesso; entro la fine dell'anno, infine, tornò da Aquilia.
| Mogli    | Mogli   | Mogli                                                                               | Mogli | Mogli     | Mogli                                       | Mogli                                                     |
| Immagine | Valore  | Dritto                                                                              | Rovescio | Datazione | Peso; diametro                              | Catalogazione                                             |
| -------- | ------- | ----------------------------------------------------------------------------------- | --- | --------- | ------------------------------------------- | --------------------------------------------------------- |
|          | denario | IULIA PAULA AUG, testa verso destra di Giulia Cornelia Paula, busto con drappeggio; | CONCORDIA, la Concordia seduta verso sinistra su un trono, tiene una patera, una stella a sinistra.                                                                               | 221;      | 18 mm, 2.53 gR, 7 h (zecca di Roma antica); | RIC Elagabalus, IV 211; Thirion 452; RSC 6a.              |
|          | denario | ANNIA FAVSTINA AUG, testa verso destra di Annia Faustina, busto con drappeggio;     | CONCORDIA, Elagabalo con testa laureata e togato, Annia Faustina con diadema e drappeggio, in piedi uno di fronte all'altro, si strignono la mano destra; una stella tra di loro. | 221;      | 3.23 gr, 6 h (zecca di Roma antica);        | RIC Elagabalus, IV 232; Thirion 490; RSC 1; BMCRE p. 570. |

#### Guerre lungo il limes danubiano (218-222)
Durante i quattro anni di regno, Elagabalo si trovò a dover guerreggiare continuativamente contro i barbari del nord lungo il limes danubiano. Sappiamo infatti che durante il suo breve regno, quest'ultimo stesse preparando una spedizione militare contro i Marcomanni, poiché un oracolo gli aveva riferito che questa guerra sarebbe stata portata a termine da un membro della sua dinastia: questa notizia sembra suggerire la presenza di nuove infiltrazioni barbariche lungo i confini della Pannonia superiore e una conseguente controffensiva romana. Sembra che Eliogabalo sia stato l'ultimo della dinastia dei Severi capace di mantenere fortificazioni oltre il Danubio, come Celemantia.
| Guerre lungo il limes danubiano (218-222) | Guerre lungo il limes danubiano (218-222) | Guerre lungo il limes danubiano (218-222)                                                                    | Guerre lungo il limes danubiano (218-222) | Guerre lungo il limes danubiano (218-222) | Guerre lungo il limes danubiano (218-222)     | Guerre lungo il limes danubiano (218-222)      |
| Immagine                                  | Valore                                    | Dritto | Rovescio | Datazione                                 | Peso; diametro                                | Catalogazione                                  |
| ----------------------------------------- | ----------------------------------------- | --- | --- | ----------------------------------------- | --------------------------------------------- | ---------------------------------------------- |
|                                           | antoniniano                               | IMP CAES M AUR ANTONINUS PIUS AUG, testa laureata verso destra di Elagabalo, busto con drappeggio e corazza; | MARS VICTOR, Marte avanza verso destra, tiene una lancia ed un trofeo (potrebbe riferirsi alle continue guerre contro i barbari del nord, in particolare contro i Marcomanni).                                                                   | 219;                                      | 23 mm, 5.86 gr, 12 h;                         | RIC Elagabalus, IV 122; Thirion 39; RSC 113.   |
|                                           | denario                                   | IMP ANTONINUS PIUS AUG, testa laureata verso destra di Elagabalo, busto con drappeggio;                      | VICTO-R-IA AVG, la dea Vittoria avanza verso sinistra, tiene una corona ed una palma (potrebbe riferirsi alle continue guerre contro i barbari del nord).                                                                                        | 219;                                      | 18 mm, 3.03 gr, 6 h;                          | RIC Elagabalus, IV 162; BMCRE 169; RSC 304.    |
|                                           | sesterzio                                 | IMP CAES M AUR ANTONINUS PIUS AUG, testa laureata verso destra di Elagabalo, busto con drappeggio e corazza; | IMP TR P III COS III PP, Elagabalo guida una quadriga verso sinistra in trionfo, tenendo un ramo di ulivo ed uno scettro con aquila; una stella verso l'alto; S C in esergo (potrebbe riferirsi alle continue guerre contro i barbari del nord). | 219;                                      | 29 mm, 26.53 gr, 12 h (zecca di Roma antica); | RIC Elagabalus, IV 308; Thirion 155; Banti 30. |

## Alessandro Severo (222-235)

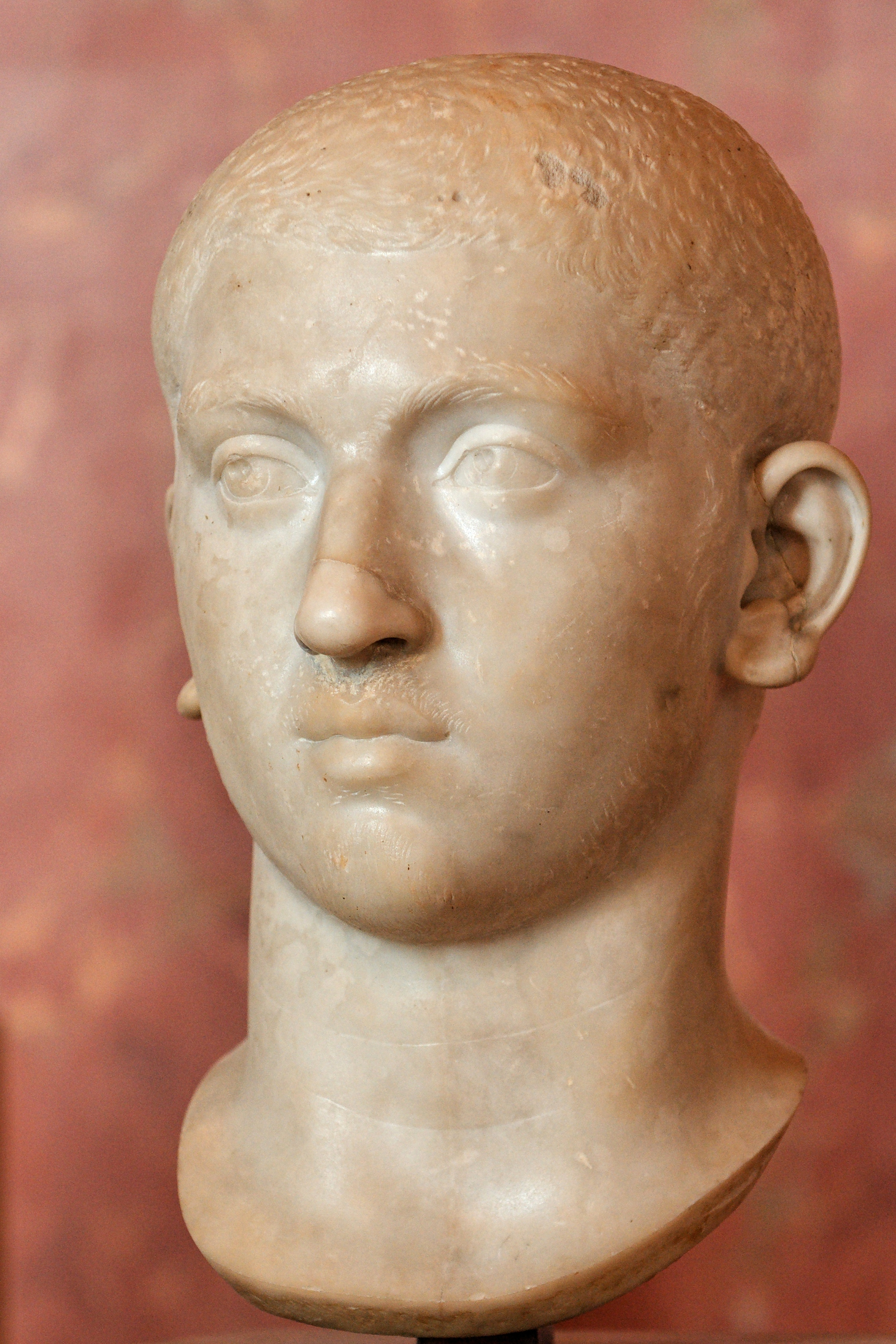
Alessandro Severo, quinto ed ultimo princeps della dinastia dei Severi.

E da ultimo, Alessandro Severo, ovvero Marco Giulio Alessiano Bassiano, poi Marco Aurelio Severo Alessandro. Divenne imperatore alla tenera età di soli 13 anni, ed inevitabilmente il suo potere fu gestito dalla madre, Giulia Mamea, donna di notevoli virtù, che lo circondò di saggi consiglieri, incidendo sullo sviluppo del suo carattere, e determinando la futura conduzione dell'amministrazione imperiale. La madre cercò di farlo passare come "figlio naturale" dello stesso Caracalla per rafforzarne la legittimità a regnare, oltre ad aggiungere al suo nome quello di Severo, per accrescerne il richiamo alla sua discendenza.
Il nuovo monarca non riuscì però negli anni successivi di regno a beneficiare delle alleanze militari, troppo lontane dalla vita di corte, ma fondamentali, come aveva dimostrato il fondatore della dinastia, per la sua futura sopravvivenza. E benché condusse con discreti risultati alcune campagne in Oriente contro i Sasanidi e lungo il limes germanico-retico contro la confederazione degli Alemanni, si alienò i favori dell'esercito.
L'imperatore, mentre si trovava tra le sue truppe nel quartier generale di Mogontiacum nella Germania superiore, per trattare le condizioni di pace con le popolazioni germaniche d'oltre confine, venne ucciso il 18 o 19 marzo del 235, insieme alla madre, a causa dell'ammutinamento, quasi certamente promosso dal futuro imperatore Massimino il Trace, generale di origine tracia.
| Titolatura imperiale  | Numero di volte | Datazione evento |
| --------------------- | --------------- | --- |
| Tribunicia potestas   | 15 anni:        | la prima il 14 marzo del 222, rinnovata poi annualmente il 10 dicembre.                                                                                    |
| Consolato             | 3 volte:        | nel 222 (I), 226 (II) e 229 (III). |
| Titoli vittoriosi     |                 | Parthicus maximus e Persicus nel 232. |
| Salutatio imperatoria | 10 volte:       | la prima al momento della assunzione del potere imperiale nel 222 (I-II), 225 (III?), 227 (IV?), 228 (V?), 229 (VI?), 230 (VII?), 232 (VIII-IX?), 234 (X). |
| Altri titoli          |                 | Pontifex Maximus e Pater Patriae nel 222, oltre a Pius e Felix.                                                                                            |

### Tematiche principali

#### Guerre lungo il limes danubiano (222-235)
Durante tutti i tredici anni di regno, Alessandro Severo si trovò a dover fronteggiare continue invasioni dei barbari lungo il limes danubiano fin dall'inizio del suo regno (222). Ancora nel 225 la monetazione celebra una Victoria Augusta, molto probabilmente sui Germani. Nel 227/228 gli Iazigi portarono una nuova incursione lungo il limes della Pannonia inferiore, come risulterebbe dalla monetazione del periodo. Due anni più tardi (nel 230), La guarnigione romana del Regno del Bosforo Cimmerio (composta da vexillationes della I Italica), nell'attuale Crimea, fu massacrata dai Borani, mentre i Goti, che si erano spinti fino alle coste del Mar Nero, riuscirono ad occupare la città di Olbia (presso la moderna Odessa), probabilmente in mano romana dai tempi di Nerone, che era difesa dal governatore della provincia di Mesia inferiore. Ancora nel 231-232 il limes pannonico inferiore subì nuovi attacchi da parte degli Iazigi. Nel respingerne questa nuova incursione fu decisivo l'intervento del futuro imperatore Marco Clodio Pupieno Massimo. Nel 233, fu la volta del limes del Norico, tra Wachau e Wienerwald nella zona del Tullnerfeld, e di quello germanico-retico, che vennero attaccati pesantemente dagli Alemanni. La difesa di questo tratto di limes potrebbe essere stata affidata proprio al futuro imperatore Pupieno, che anche questa volta riportò un successo contro i barbari. Notevoli sono le testimonianze archeologiche delle distruzioni riportate in queste province nel corso delle incursioni, da Castra Regina a Pfünz fino ad Augusta Treverorum (oggi Treveri). Ancora nel 234-235 Alessandro Severo, partito da Roma per il fronte settentrionale dopo aver arruolato numerose nuove truppe ausiliarie (tra cui Armeni, Osroeni e perfino Parti,) riuscì a respingere le incursioni degli Alemanni, che avevano sfondato il fronte degli Agri Decumates. L'imperatore però commise l'errore di voler concludere con i Germani un trattato di pace, offrendo loro grandi somme di denaro: questo atteggiamento fu accolto male dal suo esercito che, sotto la guida del generale Massimino il Trace, si ribellò e trucidò Alessandro e la madre. Poco dopo le legioni proclamarono il nuovo imperatore romano nello stesso Massimino.
| Guerre lungo il limes danubiano (222-235) | Guerre lungo il limes danubiano (222-235) | Guerre lungo il limes danubiano (222-235)                                                                                      | Guerre lungo il limes danubiano (222-235) | Guerre lungo il limes danubiano (222-235) | Guerre lungo il limes danubiano (222-235)  | Guerre lungo il limes danubiano (222-235)              |
| Immagine                                  | Valore                                    | Dritto | Rovescio | Datazione                                 | Peso; diametro                             | Catalogazione                                          |
| ----------------------------------------- | ----------------------------------------- | --- | --- | ----------------------------------------- | ------------------------------------------ | ------------------------------------------------------ |
|                                           | denario                                   | IMP CM AUR SEV ALEXAND AVG, testa laureata di Alessandro Severo e busto con drappeggio.                                        | P M TR P COS P P, Giove in piedi verso sinistra, tiene in mano un fulmine ed uno scettro. | 222                                       | 19 mm, 3.45 g, 6 h (zecca di Roma antica); | RIC Alexander Severus, IV 5; RSC 204a.                 |
|                                           | denario                                   | IMP CM AUR SEV ALEXAND AVG, testa laureata di Alessandro Severo e busto con drappeggio.                                        | VICTORIA [AUG], la Vittoria che avanza verso destra, tiene in mano una palma ed una corona. | 222                                       | 20 mm, 3.20 g, 12h;                        | RIC Alexander Severus, IV, 302; RSC 561.               |
|                                           | denario                                   | IMP CM AUR SEV ALEXAND AVG, testa laureata di Alessandro Severo e busto con drappeggio.                                        | VICTO-R-I-A [AUG], la Vittoria che avanza verso destra, tiene in mano una palma ed una corona.                                                                                                 | 225                                       | 19 mm, 3.19 g, 5h (zecca di Roma antica);  | RIC Alexander Severus, IV 180; RSC 563.                |
|                                           | aureo                                     | IMP CM AUR SEV ALEXAND AVG, testa laureata di Alessandro Severo e busto con drappeggio.                                        | P M TR P VI COS II PP, Marte avanza verso destra, tiene in mano una lancia ed uno scettro. | 227                                       | 6.03 g, 7 h (zecca di Roma antica);        | RIC Alexander Severus, IV, 60; BMCRE 407; Calicó 3111. |
|                                           | denario                                   | IMP SEV ALE-XAND AVG, testa laureata di Alessandro Severo e busto con drappeggio.                                              | P M TR P VIII COS III PP, Marte avanza verso sinistra, tiene in mano una lancia ed un ramo. | 229                                       | 19 mm, 2.96 g, 5 h (zecca di Roma antica); | RIC Alexander Severus, IV 92; RSC 365.                 |
|                                           | sesterzio                                 | IMP SEV ALE-XANDER AVG testa laureata di Alessandro Severo a destra, e busto con paludamentum appuntato sulla spalla sinistra. | IOVI CONSERVATORI Giove stante, a sinistra, con folgore e scettro nella mano destra e sinistra, con mantello su fianchi e braccia; S C ai lati. Ai piedi di Giove, Severo Alessandro con toga. | 229                                       | 31 x 29 mm, 26 g (zecca di Roma antica);   | RIC Alexander Severus, IV 558                          |

#### Guerre lungo il limes orientale (231-232)
Sembra che a partire dal 229/230, Sasanidi e Romani si scontrarono per la prima volta. Sappiamo infatti che le armate persiane assediarono nel 229, seppure inutilmente, la città "alleata" ai Romani di Hatra (per farne una base di attacco contro questi ultimi. L'anno successivo i Sasanidi avanzarono nella Mesopotamia romana ponendo sotto assedio molte guarnigioni lungo l'Eufrate, cercando inoltre, senza riuscirvi, di conquistare Nisibis, e forse invadendo le province romane di Siria e Cappadocia.
La reazione romana non si fece attendere. Nel 232, col supporto del regno d'Armenia, i Romani invasero la Media (oggi Hamadan, Iran) puntando alla capitale Ctesifonte, già diverse volte occupata dalle armate romane al tempo dei Parti. Di questa campagna sasanide di Alessandro Severo esistono due racconti contrastanti: quello di Erodiano, che non ha remore a mostrare gli errori dell'imperatore romano nella conduzione della guerra e descrive una situazione negativa per i Romani, salvo poi raccontare che i Sasanidi accettarono lo status quo ante bellum; nella Historia Augusta, nel Cesari di Aurelio Vittore, nel Breviario di storia romana di Eutropio o nel Chronicon di S.Girolamo, invece, si racconta della grandiosa vittoria di Alessandro sui nemici. Il risultato finale fu che Ardashir mise da parte temporaneamente le sue mire espansionistiche ad Occidente per cinque o sei anni, ed a concentrarsi nel consolidamento del suo potere ad oriente.
| Guerre lungo il limes orientale (232) | Guerre lungo il limes orientale (232) | Guerre lungo il limes orientale (232)                                                                                               | Guerre lungo il limes orientale (232) | Guerre lungo il limes orientale (232) | Guerre lungo il limes orientale (232)  | Guerre lungo il limes orientale (232)                                                              |
| Immagine                              | Valore                                | Dritto | Rovescio | Datazione                             | Peso; diametro                         | Catalogazione                                                                                      |
| ------------------------------------- | ------------------------------------- | --- | --- | ------------------------------------- | -------------------------------------- | -------------------------------------------------------------------------------------------------- |
|                                       | sesterzio                             | IMP ALEXANDER PIUS AVG, testa laureata a destra di Alessandro Severo e drappeggio sulle spalle;                                     | IOVI PRO PVGNATORI (= il difensore), S C ai lati, Giove in piedi verso destra, tiene in mano un fulmine. | 231                                   | 28 mm, 20.21 gr, 1 h;                  | RIC Alexander Severus, IV 628; BMCRE 794; Cohen 79.                                                |
|                                       | sesterzio                             | IMP SEV ALEXANDER AVG, testa laureata a destra, drappeggio sulle spalle;                                                            | Profectio AVGVSTI, Alessandro Severo a cavallo, mentre regge una lancia, preceduto dalla Vittoria verso destra, che regge corona e palma.                                                                     | 231/232                               | 3.38 gr;                               | RIC Alexander Severus, IVb, 596; Cohen, 492.                                                       |
|                                       | denario                               | IMP ALEXAN-DER PIUS AVG, testa laureata a destra, drappeggio sulle spalle;                                                          | MARS V-LTOR (= Marte il vendicatore), Marte avanza verso destra, tiene uno scudo ed una lancia. | 232                                   | 19 mm, 3.69 gr;                        | RIC Alexander Severus, IV 246; BMCRE 831; RSC 161a.                                                |
|                                       | sesterzio                             | IMP ALEXANDER PIVS AVG, testa di Alessandro Severo a destra, con paludamentum appuntato sulla spalla sinistra e corona triumphalis; | P M TR P X-I COS III P [P]; S C ai lati, Sol Invictus avanza verso sinistra. Alza il braccio destro, ha una frusta nella sinistra, la clamide appuntata sulla spalla destra, e la corona a raggi sulla testa. | 234                                   | 31 mm, 21.15 g (zecca di Roma antica); | RIC Alexander Severus, IV, 535; BMC, Coins of the Roman Empire in the British Museum, Vol. 6, 932. |
|                                       | Tetradracma                           | [...] MAP AVP ALEXANΔPOC [...], testa laureata di Alessandro Severo verso destra, con drappeggio sulle spalle e corazza;            | Un trofeo al centro con alla base due prigionieri, uno a destra ed uno a sinistra; una palma a sinistra e la scritta nel mezzo L IΔ (data=14).                                                                | 234/235                               | 22 mm, 14.14 gr, 1 h;                  | Köln 2494; Dattari 4405; cf. Milne 3184 ; Emmett 3138.14.                                          |